# Abisara fraterna
Abisara fraterna är en fjärilsart som beskrevs av Moore 1883. Abisara fraterna ingår i släktet Abisara och familjen Riodinidae. Inga underarter finns listade i Catalogue of Life.